# Asu Asuni
L'Asu Asuni est un stratovolcan de la cordillère Occidentale en Bolivie.

## Géographie
L'Asu Asuni appartient à la section nord de la cordillère Occidentale de Bolivie où se trouvent les plus grands sommets enneigés du massif montagneux. Ce stratovolcan est situé dans le département d'Oruro, dans la province bolivienne de Sajama, à l'Ouest du pays. Contrefort de l'Altiplano, il se situe à 30 kilomètres au sud-est du plus haut sommet de Bolivie, le Nevado Sajama.